# Condado de Pocahontas (Virginia Occidental)
El condado de Pocahontas (en inglés: Pocahontas County), fundado en 1821, es uno de los 55 condados del estado estadounidense de Virginia Occidental. En el año 2000 tenía una población de 9.131 habitantes con una densidad poblacional de 4 personas por km². La sede del condado es Marlinton.

## Geografía
Según la Oficina del Censo, el condado tiene un área total de 2440 km² (942,1 mi²), de la cual 2435 km² (940,2 mi²) es tierra y 5 km² (1,9 mi²) (0.71%) es agua.

### Condados adyacentes
- Condado de Randolph - norte
- Condado de Highland - este
- Condado de Bath - sureste
- Condado de Greenbrier - suroeste
- Condado de Webster - noroeste
- Condado de Pendleton - noreste

### Carreteras
| - U.S. Highway 219 - U.S. Highway 250 - Ruta de Virginia Occidental 28 - Ruta de Virginia Occidental 39 | - Ruta de Virginia Occidental 55 - Ruta de Virginia Occidental 66 - Ruta de Virginia Occidental 84 - Ruta de Virginia Occidental 92 |

## Demografía
En el 2000 la renta per cápita promedia del condado era de $26,401, y el ingreso promedio para una familia era de $32,511. En 2000 los hombres tenían un ingreso per cápita de $26,173 versus $16,780 para las mujeres. El ingreso per cápita para el condado era de $14,384. Alrededor del 17.10% de la población estaba bajo el umbral de pobreza nacional.

## Ciudades y pueblos

### Comunidades incorporadas
- Durbin
- Hillsboro
- Marlinton

### Comunidades no incorporadas
- Arborvale
- Bartow
- Buckeye
- Burr
- Cass
- Clover Lick
- Droop
- Dunmore
- Frank
- Green Bank
- Huntersville
- Mill Point
- Minnehaha Springs
- Seebert
- Slatyfork
- Snowshoe
- Stony Bottom